# غلامرضا تختی (فیلم)
غلامرضا تختی فیلمی در سبک زندگی‌نامه‌ای و ورزشی به کارگردانی بهرام توکلی، تهیه‌کنندگی سعید ملکان و به قلم بهرام توکلی و سعید ملکان محصول سال ۱۳۹۷ است. این فیلم در نخستین روز از سی و هفتمین دوره جشنواره فیلم فجر رونمایی شد.
با شرکت در سی و هفتمین جشنواره فیلم فجر این فیلم توانست در ۱۰ بخش کاندید کسب سیمرغ بلورین شود که در نهایت موفق شد در دو بخش سیمرغ بلورین را از آن خود کند.
این فیلم در تاریخ ۲۵ اسفند ۱۳۹۷ در سینماهای ایران اکران شده است.
سکانس‌های تلخ پایانی این فیلم با آواز سوزناک محمد معتمدی خوانده شده و برگرفته از شعری اثر رهی معیری است. نکته قابل توجه دیگر تعویض بازیگر نقش بزرگسالی تختی در روزهای نخست فیلمبرداری است. امیر جدیدی پس از سه ماه تمرین بعلت تست گریم نهایی ناموفق از فیلم کنار گذاشته شد. جدیدی با حضور بدون برنامه در اولین نمایش فیلم در افتتاحیه جشنواره فجر در تاریخ ۱۲ بهمن ماه، عوامل را تنها نگذاشت و تهیه کننده فیلم، رفتار وی را مطابق با مرام پهلوانی تختی دانست.

## خلاصه فیلم
داستان فیلم غلامرضا تختی با قرائت و امضای وصیت نامه آغاز می‌شود، سپس با فلاش بک (رجعت به گذشته) از دوران کودکی‌اش را که در فقر شدید و در آلونک‌های خانی آباد جنوب تهران می‌گذراند. پدرش رجب خان یخچال دار قدیمی داشت که در طرح گسترش راه‌آهن مصادره می‌شود و این امر فقرشان را تشدید می‌کند و کار پدر را به جنون می‌کشاند.
غلامرضا که به کشتی علاقه داشت در گام‌های اولیه‌اش برای کشتی‌گیر شدن در دوران نوجوانی ناکام می‌ماند و هنگام کار در تأسیسات نفتی مسجد سلیمان به تنهایی شروع به تمرین می‌کند. او سرانجام کارگری در مناطق نفتی را رها می‌کند، به تهران نزد خانواده‌اش برمی گردد و در باشگاه پولاد عبدالحسن فعلی معروف به حاج فعلی، مربی کشتی این باشگاه استعدادش را کشف می‌کند. غلامرضا به سرعت به عضویت در تیم ملی کشتی ایران در می‌آید و در دوران جوانی نخستین بار در مسابقات کشتی هلسینکی ۱۹۵۱ مدال نقره و در المپیک ملبورن ۱۹۵۶ مدال طلا می‌گیرد. تختی همزمان با افتخارات ورزشی به خاطر مردم داری و روحیه ای که درکمک به مستمندان داشت به محبوبیت‌های فراوانی می‌رسد و در عین حال با مسائل زندگی خصوصی و خانوادگی اش هم درگیر است.
موفقیت تختی در میدان‌های ورزشی حسادت‌های هم تیمی‌های او را برمی‌انگیزد، و محبوبیتش در میان مردم باعث ایجاد حساسیت در حکومت می‌شود، به‌خصوص که او گرایشی به جبهه ملی و مصدق داشت. کارشکنی‌های دوجانبه (حسادت‌های ورزشی و کارشکنی) همراه با چند ناکامی در اواخر دوران ورزشی‌اش، تختی را سرخورده و خسته می‌کند و ازدواجش در ۱۲ آبان ۱۳۴۵ هم نه تنها تغییری در وضعیت او نمی‌دهد بلکه به دلیل اختلاف‌های او با همسرش این وضعیت تشدید می‌شود. تولد پسرش بابک در شهریور ۱۳۴۶ نیز تأثیری در وضعیت او ندارد و سرانجام جهان پهلوان غلامرضا تختی در هفدهم دی ۱۳۴۶ و دو روز پس از تنظیم وصیت نامه‌اش در دفترخانه ای، در اتاق ۲۳ هتل آتلانتیک تهران با خوردن دارو دارفانی را وداع گفت.

## بازیگران
- محسن تختی در نقش جوانی غلامرضا تختی
- شاهرخ شهبازی در نقش اواخر عمر تختی
- علیرضا گودرزی در نقش نوجوانی تختی
- امیررضا فرامرزی در نقش کودکی تختی
- ماهور الوند در نقش لیلی
- آتیلا پسیانی در نقش حاج فعلی و مربی باشگاه پولاد
- بهنوش طباطبایی در نقش شهلا توکلی و همسر تختی
- سیاوش طهمورث در نقش مربی تختی
- فرهاد آئیش در نقش محمد مصدق
- حمیدرضا آذرنگ در نقش سید محمود طالقانی
- ستاره پسیانی در نقش مستخدم هتل
- پریوش نظریه در نقش مادر احمد
- شیرین یزدان بخش در نقش آشپز هتل
- معصومه قاسمی‌پور در نقش مادر تختی
- مجتبی پیرزاده در نقش دوست تختی
- سینا شفیعی در نقش راوی و خبرنگار ورزشی
- فریدون عبدالهیان در نقش پدر تختی
- پردیس منوچهری در نقش خواهر تختی
- مسعود میرطاهری در نقش حبیب‌الله بلور
- مهدی قربانی در نقش طرفدار تختی
- بانیپال شومون در نقش منصور مهدی‌زاده
- محمدرضا مالکی در نقش برادر تختی
- یدالله شادمانی در نقش همسایه تختی
- رسول ادهمی در نقش صاحب کار تختی
- جمشید آبلو در نقش داور مسابقه تختی
- محمد ولی زادگان در نقش دوست تختی
- ابراهیم برزیده در نقش دوست تختی
- علی مردانه در نقش شاگرد طالقانی

### صداپیشه
- محمدرضا علیمردانی صداپیشه غلامرضا تختی[۶]

## جشنواره‌ها

### سی و هفتمین دوره جشنواره فیلم فجر
| قسمت                          | نامزد                                | نتیجه    |
| ----------------------------- | ------------------------------------ | -------- |
| بهترین فیلم‌برداری             | حمید خضوعی ابیانه                    | برنده    |
| بهترین طراحی صحنه             | کیوان مقدم                           | برنده    |
| بهترین فیلم از نگاه تماشاگران | سعید ملکان                           | مساویسوم |
| بهترین فیلم                   | سعید ملکان                           | نامزدشده |
| بهترین کارگردانی              | بهرام توکلی                          | نامزدشده |
| بهترین تدوین                  | میثم مولایی                          | نامزدشده |
| بهترین موسیقی متن             | افشین عزیزی                          | نامزدشده |
| بهترین صداگذاری               | امیرحسین قاسمی                       | نامزدشده |
| بهترین جلوه‌های ویژه بصری      | محسن خیرآبادی، رضا میثاقی، شهاب نجفی | نامزدشده |
| بهترین طراحی لباس             | امیر ملک‌پور                          | نامزدشده |
| بهترین چهره‌پردازی             | سعید ملکان                           | نامزدشده |

### جشن منتقدان و نویسندگان سینمای ایران
| قسمت               | نامزد                                                | نتیجه    |
| ------------------ | ---------------------------------------------------- | -------- |
| بهترین فیلم        | سعید ملکان                                           | نامزدشده |
| بهترین کارگردانی   | بهرام توکلی                                          | نامزدشده |
| بهترین فیلمبرداری  | حمید خضوعی ابیانه                                    | نامزدشده |
| بهترین موسیقی متن  | افشین عزیزی                                          | نامزدشده |
| بهترین تدوین       | میثم مولایی                                          | نامزدشده |
| بهترین دستاورد فنی | کیوان مقدم (طراحی صحنه)                              | نامزدشده |
| بهترین دستاورد فنی | محسن خیرآبادی، رضا میثاقی و شهاب نجفی (جلوه‌های بصری) | برنده    |